# 太刀風級護衛艦
太刀風級護衛艦（日语：たちかぜ型護衛艦）是日本海上自衛隊第二代飛彈驅逐艦，由天津風級護衛艦（あまつかぜ型）改進發展而來，尤其改進了通訊和戰術控制系統。太刀風級的後繼者為旗風級導彈護衛艦。本級艦也是日本海上自衛隊最早廣泛地電腦化的軍艦。艦名涵義為揮動太刀之際所產生的風。
本級艦的武器系統包括「魚叉」 反艦飛彈，「標準」防空飛彈，「阿斯洛克」反潛火箭（RUR-5 ASROC），2門42型5吋54倍徑火炮，2門20毫米「方陣」近迫武器系統， 2座68型三聯裝魚雷發射管。
在1998年，本級首艦「太刀風」（JDS Tachikaze DDG-168）進行了護衛艦隊旗艦的改裝，後部5吋火炮被撤去，改作司令部艦橋。

## 同級艦
| 舷號    | 艦名        | 安放龍骨      | 下水           | 服役          | 除役          | 母港     |
| ------- | ----------- | ------------- | -------------- | ------------- | ------------- | -------- |
| DDG-168 | 太刀風 （） | 1973年6月19日 | 1974年12月17日 | 1976年3月26日 | 2007年1月15日 | 橫須賀   |
| DDG-169 | 朝風 （）   | 1976年5月27日 | 1977年10月15日 | 1979年3月27日 | 2008年3月12日 | 佐世保市 |
| DDG-170 | 澤風 （）   | 1979年9月14日 | 1981年6月4日   | 1983年3月30日 | 2010年6月25日 | 佐世保市 |